# Amadeu Pagès
Amadeu Pagès, també conegut com a Amédée Pagès (Estagell, 24 d'octubre del 1865- Le Grand-Pressigny, 22 d'abril del 1952), va ser un escriptor nord-català en llengua catalana. El 1888 anà a Barcelona i el 1889 a Londres per a estudiar l'obra d'Ausiàs March. Es doctorà en Literatura el 1912 a la Universitat de la Sorbona. La seva tesi doctoral, ampliada, sobre Ausiàs March va ser publicada per l'Institut d'Estudis Catalans (1912-1914). Va ser membre corresponent de l'Institut d'Estudis Catalans des del 1945. I des del 1949 va ser membre corresponent estranger de l'Acadèmia de Bones Lletres de Barcelona.